# Sainte-Croix-sur-Orne
Sainte-Croix-sur-Orne är en kommun i departementet Orne i regionen Normandie i nordvästra Frankrike. Kommunen ligger i kantonen Putanges-Pont-Écrepin som tillhör arrondissementet Argentan. År 2018 hade Sainte-Croix-sur-Orne 78 invånare.

## Befolkningsutveckling
Antalet invånare i kommunen Sainte-Croix-sur-Orne
| Referens: INSEE |